# 259 (număr)
259 (două sute cincizeci și nouă) este un număr natural precedat de 258 și urmat de 260.

## În matematică
Suma divizorilor numărului 259 este 304, iar suma factorilor săi primi este 44.
259 este:
- un număr semiprim[2][3][4]
- un număr norocos[2]